# Campionati del mondo di ciclismo su strada 2022 - Gara in linea maschile Junior
La gara in linea maschile Junior dei Campionati del mondo di ciclismo su strada 2022 si è svolta il 23 settembre 2022 in Australia, con partenza ed arrivo a Wollongong, su un circuito da ripetere 8 volte, per un percorso totale di 135,6 km. Il tedesco Emil Herzog ha vinto la gara con il tempo di 3h11'07" alla media di 42,571 km/h; l'argento è andato al portoghese António Morgado e il bronzo al belga Vlad van Mechelen.
Dei 108 ciclisti accreditati alla partenza sono partiti in 106 e in 60 hanno completato la gara.

## Squadre partecipanti
| N.    | Cod. | Squadra       |
| ----- | ---- | ------------- |
| 1-5   | NOR  | Norvegia      |
| 6-10  | FRA  | Francia       |
| 11-15 | BEL  | Belgio        |
| 16-20 | GER  | Germania      |
| 21-25 | ITA  | Italia        |
| 26-27 | LUX  | Lussemburgo   |
| 28-30 | GBR  | Gran Bretagna |
| 31-35 | NLD  | Paesi Bassi   |
| 36-38 | POL  | Polonia       |
| 39-42 | EST  | Estonia       |
| 43-47 | PRT  | Portogallo    |
| 48-51 | SUI  | Svizzera      |
| 52-55 | CZE  | Rep. Ceca     |
| 56-59 | CAN  | Canada        |
| 60-62 | USA  | Stati Uniti   |
| 63-66 | AUS  | Australia     |
| 67-69 | KAZ  | Kazakistan    |
| 70-71 | JPN  | Giappone      |
| 72    | ROM  | Romania       |

| N.      | Cod. | Squadra       |
| ------- | ---- | ------------- |
| 73-75   | SVN  | Slovenia      |
| 76      | AUT  | Austria       |
| 77-79   | NZL  | Nuova Zelanda |
| 80-82   | ESP  | Spagna        |
| 83-85   | ERI  | Eritrea       |
| 86-88   | SVK  | Slovacchia    |
| 89-90   | FIN  | Finlandia     |
| 91-92   | INA  | Indonesia     |
| 93      | SRB  | Serbia        |
| 94-95   | THA  | Tailandia     |
| 96-97   | RSA  | Sud Africa    |
| 98      | CRO  | Croazia       |
| 99-100  | LTU  | Lituania      |
| 101     | PAN  | Panama        |
| 102-103 | MAR  | Marocco       |
| 104-105 | UKR  | Ucraina       |
| 106-107 | COL  | Colombia      |
| 108     | AZE  | Azerbaigian   |

## Ordine d'arrivo (Top 10)
| Pos. | Corridore         | Squadra       | Tempo    |
| ---- | ----------------- | ------------- | -------- |
| 1    | Emil Herzog       | Germania      | 3h11'07" |
| 2    | António Morgado   | Portogallo    | s.t.     |
| 3    | Vlad van Mechelen | Belgio        | a 55"    |
| 4    | Paul Magnier      | Francia       | s.t.     |
| 5    | Artem Shmidt      | Stati Uniti   | s.t.     |
| 6    | Menno Huising     | Paesi Bassi   | s.t.     |
| 7    | Thibaud Gruel     | Francia       | s.t.     |
| 8    | Frank Aron Ragilo | Estonia       | s.t.     |
| 9    | Zachary Walker    | Gran Bretagna | s.t.     |
| 10   | Pavel Novák       | Rep. Ceca     | s.t.     |